# Антон II (граф Дельменхорста)
Антон II фон Ольденбург (нем. Anton II von Oldenburg-Delmenhorst; род. 8 сентября 1550, Дельменхорст — ум. 25 октября 1619, там же) — граф Дельменхорста с 1633 по 23 мая 1647 г.

## Биография
Сын графа Ольденбурга Антона I и дочери герцога Саксен-Лауэнбурга Магнуса I Софии.
Воспитывался при различных правящих домах Европы, в том числе у герцога Брауншвейг-Вольфенбюттеля Юлия. Во время Нидерландской революции сражался на стороне протестантов.
В 1573 г. его старший брат Иоганн VII стал графом Ольденбурга, 3 ноября 1577 г. Антон сперва на 10 лет получил доходы от графства Дельменхорст, а также фандамта (нем. Pfandamt) Харпштедта и амта Варель и прилегающих к нему фольварков в Бутъядингене. После дальнейших споров между братьями в 1597 г. имперский надворный совет вынес решение о полном разделении графств Ольденбург и Дельменхорст.
Будучи правителем небольшого графства, Антон II активно занимался экономикой. На Дельменхорстер-Гесте была предпринята попытка добычи болотной руды. Однако основу экономики составляли торговля быками и свиньями, коневодство и сопутствующая торговля через Кёльн. Антон II расширил замок и город Дельменхорст до своей резиденции. Помимо расширения города на восток, была построена новая городская церковь со склепом для графской семьи, а также создан дворец и сад удовольствий. Щедро обустраивал замок и способствовал развитию школ и церквей.
Был похоронен 8 декабря 1619 г. в городской церкви Дельменхорста.

## Семья
В 1600 г. женился на дочери графа Брауншвейг-Данненберга Генриха III Сибилле Елизавете. В браке родились:
- София Урсула (р. 10 декабря 1601 г. — ум. 5 мая 1642 г.)

⚭ граф Барби Альбрехт Фридрих (р. 1597 — ум. 1641)
- Катарина Елизавета (р. 22 января 1603 г. — ум. 11 сентября 1649 г.)
- Антон Генрих (8 февраля 1604 г. — ум. 1 сентября 1622 г.). Умер от оспы в Тюбингене.
- Анна (р. 28 марта 1605 г. — ум. 12 декабря 1688 г.)

⚭ герцог Шлезвиг-Гольштейн-Зондербурга Иоганн Кристиан (р. 1607 г. — ум. 1653 г.)
- Клара (р. 19 апреля 1606 г. — ум. 19 января 1647 г.)

⚭ герцог Шлезвиг-Гольштейн-Зондербург-Бека Август Филипп (р. 1612 г. — ум. 1675 г.)
- Сивила (р. 18 октября 1608 г. — ум. 14 сентября 1640 г.)
- Доротея (р. 13 декабря 1609 г. — ум. 5 марта 1636 г.)
- Сидония (р. 10 июня 1611 г. — ум. 23 апреля 1650 г.)

⚭ герцог Шлезвиг-Гольштейн-Зондербург-Бека Август Филипп
- Кристиан IX (р. 26 сентября 1612 г. — 23 мая 1647 г.) — граф Дельменхорста
- Эмилия Ольденбург-Дельменхорстская (р. 15 июня 1614 г. — ум. 4 декабря 1670 г.)

⚭ граф Шварцбург-Рудольштадт Людвиг Гюнтер I (1581—1646)
- Юлиана (р. 2 июля 1615 г. — ум. 16 мая 1691 г.)

⚭ герцог Вюртемберг-Вайльтингена Манфред (1626—1662)